# Перший тріумвірат
43°50′30″ пн. ш. 10°30′10″ сх. д. / 43.841666666667° пн. ш. 10.502777777778° сх. д.
Перший тріумвірат (60—53 рр. до н. е.) — неофіційний політичний союз у пізній Римський республіці між трьома приблизно однаковими за могутністю політичними та військовими лідерами: Гаєм Юлієм Цезарем, Марком Ліцинієм Крассом та Гнеєм Помпеєм Великим; з метою протистояння сенату і збільшення особистої влади та політичного впливу.
Не зважаючи на назву (тріумвірат), союз не був офіційною магістратурою. Альянс був укладений таємно і тому обставини та час його утворення лишаються невідомими. Втім, явно спільні дії членів союзу сучасники помітили у 60 до н. е., коли Красс і Помпей підтримали обрання Юлія Цезаря консулом.

## Назва
Альянс трьох політиків в історії отримав назву «Перший тріумвірат» після використання цього позначення французом Samuel Broe у заголовку своєї книжки «The History of the triumvirates. The First that of Julius Caesar, Pompey and Crassus. The Second that of Augustus, Anthony and Lepidus» у 1681 році. У книжці союз Цезаря, Помпея і Красса названо Першим тріумвіратом по аналогії з Другим тріумвіратом Августа, Антонія і Лепіда, які офіційно іменувалися тріумвірами. Після цього термін «Перший тріумвірат» набув широкого вжитку у XVIII столітті і довгий час вважалося, що назва походить з епохи античності.
Насправді в античних джерелах такої назви не існувало, як і єдиного позначення: сучасник подій Варрон свій памфлет про тріумвірат назвав «Триголовим чудовииськом» (дав.-гр. Τρικάρανος), Светоній та Патеркул позначали тріумвірат як societas (товариство, об'єднання), Тіт Лівій — як conspiratio (таємна угода, змова).
Починаючи з XX ст. сучасні історики намагаються уникати назви «Перший тріумвірат», оскільки вона вважається некоректною, бо союз Цезаря, Помпея і Красса не був офіційною магістратурою і, таким чином, це позначення вводить в оману. Однак, термін «Перший тріумвірат» виявився дуже зручним і тому широко використовується в науково-популярній літературі.

## Передумови
У сер. II ст. до н. е. римська аристократія, що була представлена у сенаті, розділилася на дві політичні групи: оптиматів і популярів. Переважаючий вплив мала консервативна більшість оптиматів, яка намагалася обмежити повноваження народних зборів і плебейських трибунів, а також розширити повноваження сенату і змінити політичний устрій держави так, щоб доступ до політичних посад отримували лише вихідці з вузького кола родин аристократів-нобілів. При чому, формально ця політична група виступала «за збереження старих порядків», які гарантували цій зовсім невеликій, але дуже впливовій верстві суспільства, економічні й політичні привілеї, що сприяли її подальшому збагаченню та тлі загального зубожіння більшості звичайних римських громадян.
Популяри практично завжди були в меншості. Вони виступали за збереження і розширення повноважень виборних республіканських інститутів (народних трибунів і народних зборів), які б захищали права римських громадян і шляхом реформ зменшили напругу у суспільстві, яка постійно проявлялася у протистоянні патриціїв і плебеїв, згодом, римських громадян і їх союзників-італіків. Популяри намагалися прийти до влади спираючись на підтримку широких мас, які бачили в популярах своїх захисників.
Чергове протистояння між лідером популярів Гаєм Марієм і лідером оптиматів Луцієм Корнелім Суллою переросло у дві громадянські війни 88—87 до н. е. і 83—82 до н. е. з масовими вбивствами опонентів. Друга війна завершилася повною перемогою оптиматів, фізичним знищенням багатьох популярів і їхніх прихильників, встановленням диктатури Сулли (82—79 до н. е.) під формальними гаслами відновлення республіки. Фактично, це був прецедент військового захоплення влади і встановлення одноосібної диктатури. Навіть після формальної відмови від посади диктатора, Сулла зберігав свій тотальний вплив на політику держави і, перед прийняттям важливого рішенням, лідери сенату приїздили «радитися» з ним.
Ще під час диктатури, Сулла провів ряд законів, що значно розширили повноваження сенату. Після його смерті, сенат, де більшість складали оптимати, повернув собі владу. Втім, проти оптиматів виступали різні верстви суспільства, що створювало нестабільну політичну обстановку, при якій ті чи інші сили робили ставку на нечисленних, але відомих політиків-популярів, і авторитетних воєначальників, сподіваючись з їхньою допомогою отримати преференції. Так, у 63 до н. е. відбувся невдалий заколот Сергія Катіліни, який був придушений одним з лідерів оптиматів Цицероном. Серед учасників змови називалися Марк Красс і Юлій Цезар, однак ступінь їх участі у заколоті залишається не з'ясованою.

## Учасники тріумвірату, їх наміри

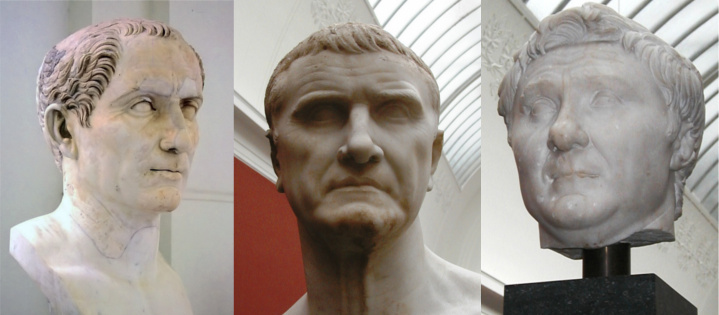
Зліва направо: Гай Юлій Цезар, Марк Ліциній Красс та Гней Помпей Великий

Наприкінці 60-х до н. е. серед римських державних діячів найяскравіше виділяються три постаті: Гай Юлій Цезар, Гней Помпей Великий і Марк Ліциній Красс, які, незважаючи на свій політичний вплив і багатство, не могли одноосібно протистояти оптиматам, тому вони вирішили об'єднати свої зусилля для збільшення свого впливу на сенат.
Відомий полководець Гней Помпей Великий нещодавно повернувся переможцем і тріумфатором з Третьої Мітрідатової війни (74—63 до н. е.), його підтримувала армія і ветерани, для яких він хотів добитися виділення землі, але це рішення ще треба було провести через сенат, який свідомо не хотів його приймати, щоб не збільшувати популярність Помпея.
Марка Ліцинія Красса сучасники вважали чи не найбагатшою людиною світу. Частину своїх статків він отримав у спадок і стрімко примножив їх на перекупі майна людей, які потрапили у списки проскрипцій під час терору Сулли. Він опирався на популярність у стані вершників-публіканів (відкупників податків). Марк захищав їх інтереси, а вони хотіли знизити суму відкупу для провінції Азія, що дуже постраждала під час війни з Мітрідатом, і тепер там зібрати податки у колишньому обсязі було складно. Сенат же відмовлявся підтримати ініціативу Краса.
Життєві шляхи Помпея і Красса вже перетиналися раніше: під час громадянської війни 83—82 до н. е. вони разом були у таборі Сулли, однак конкурували між собою за славу переможців у її битвах. Ще більше розкол між ними посилився після повстання Спартака 73—71 до н. е., коли Красс здобув важку вирішальну перемогу над повстанцями, але сенат визнав головним переможцем Помпея і саме його удостоїв тріумфу. Після цього Помпей і Красс ворогували та взаємно блокували в сенаті ініціативи одне одного, чим користувалися сенатори-оптимати.
Юлій Цезар хоча і належав до патриціанського роду і активно використовував родинні зв'язки з відомим героєм та популяром Гаєм Марієм, але за славою і багатством значно поступався і Крассу, і Помпею, однак він підтримував хороші відносини з обома іншими майбутніми тріумвірами. Цезарю бракувало політичного впливу та популярності і лише шляхом масових підкупів він зміг перемогти на виборах великого понтифіка у 63 до н. е. Гроші на підкупи він запозичив у лихварів і вліз у величезні борги: у 61 до н. е., коли Цезаря було призначено пропретором в провінцію Дальня Іспанія, кредитори не випускали його з Риму, поки за нього не поручився Марк Красс. У своїй провінції Цезар здобув кілька перемог над повсталими місцевими племенами і в 60 до н. е. достроково повернувся в Рим, щоб встигнути виставити свою кандидатуру на посаду консула на наступний рік. Своїми масовими щедрими роздачами він здобув прихильність плебсу, виставляючи себе їх захисником від свавілля аристократів; втім, домогтися перемоги на виборах консула без подолання спротиву рішуче налаштованих проти нього сенаторів-оптиматів він самостійно не міг.

## Утворення альянсу. Події 60 та 59 рр. до н.е
Спочатку союз був таємним, і хоча його існування не викликає сумнівів, обставини та час його утворення достеменно не відомі. Більшість античних істориків та вчених XIX—XXI століть вважають, що альянс був створений у 60—59 до н. е.
Знаковою подією тут були вибори консулів у 60 до н. е. — заради виборів Юлій Цезар влітку 60 року достроково повернувся зі своєї провінції до Риму, аби виставити свою кандидатуру, і щоб зробити це, йому довелося відмовитися від тріумфу, який він заслужив за свої перемоги в Дальній Іспанії.
Загальної згоди щодо дати утворення Тріумвірату не має як у історичних джерелах, так і в літературі: Плутарх, Аппіан, Тит Лівій і Діон Кассій кажуть, що домовленість була досягнута до виборів консулів (літо 60 до н. е.); Гай Веллей Патеркул відносить формування тріумвірату до 59 до н. е..
На думку ж Едуарда Меєра, таємничість договору не дає змогу встановлення точної дати його утворення. А доктор історичних наук Сергій Утченко свого часу, зазначив:
|  | Точне датування утворення першого тріумвірату не тільки неможливе, але й не потрібне, оскільки він складався поступово і в таємниці — можна визначити лише той момент, коли цей союз вперше був виявлений. Оригінальний текст (рос.) Точная датировка «основания» первого триумвирата не только невозможна, но и не нужна, поскольку он складывался постепенно и в тайне — можно определить лишь тот момент, когда этот союз впервые «самообнаружился». |

Щодо того, хто ж був центральною фігурою у створенні тріумвірату, то серед істориків досі не має згоди. Т. Моммзен, Сергій Утченко, Р. Сміт та М. Гельцер вважали Цезаря ініціатором об'єднання. Р. Сайм та Т. Мітчелл вважають ініціатором Помпея.
А Г. Стентон [Архівовано 7 квітня 2020 у Wayback Machine.](англ.) та Б. Маршалл доводили, що становище учасників на момент виборів у консули, були зовсім різне. Цезар мав лише посаду верховного понтифіка, а відтак не міг отримати консульство самостійно. Дослідники говорять, що союз Помпея і Красса використовував Цезаря задля лобіювання своїх цілей в сенаті.
Окрім цього, Сергій Утченко наголошував, що на початковому етапі все ж Красс був найвпливовішим політиком.
Все ж Цезар у випадку обрання його консулом мав змогу суттєво посприяти прийняттю всіх постанов Помпея на сході, наділення його ветеранів землею і перегляду положення азіатських відкупників-публіканів. Самостійно провести ці закони Помпею заважав Луцій Ліциній Лукулл, якому допомагав Марк Ліциній Красс. Після того як Цезара обрали консулом, він почав політику примирення Помпея і Красса.
Щодо мотивів Красса, то причини для незадоволення сенатом були і у нього. Він захищав інтереси публіканів, які безрезультатно намагалися знизити суму відкупу для провінції Азія.

## Діяльність

### Протистояння із сенатом
Цезар, вже обіймаючи посаду консула, почав просувати аграрний закон. Вочевидь, варто розділяти два аграрні закони. Е. Меєр наполягає на цьому та наголошує, що ці закони об’єднали основи законопроєктів Сервілія Рулла з вимогами, які невдало висував трибун Флавій на користь Помпея.
Цезар намагався зберегти лояльність по відношенню до сенату та окремих впливових його членів, а тому проводив помірний характер першого аграрного закону. Не дивлячись на це, сенат зустрів його дуже негативно. Сенаторів обурив сам факт того, що консул вносить аграрні закони всупереч давнім традиціям, тобто займається справами, якими, як каже Плутарх, пасувало б займатися «якомусь зухвалому народному трибуну, але аж ніяк не консулу».
Перший аграрний закон мав на меті розподіл державних земель (за виключенням земель в Кампанії та деяких інших районах). Також планувалася купівля земельних ділянок за рахунок податків з нових провінцій та військової здобичі Помпея, але у осіб, які згодні продавати їх за ціною, встановленою під час укладання цензових списків. Отриману землю не можна було відчужувати протягом 20 років. Проведення закону передбачало створення аграрної комісії, у складі якої мало бути 20 чоловік, а управління нею доручалося колегії із 5 чоловік.
Цезар всіляко старався пом’якшити прийняття закону. Він заявив, що закон буде прийнятий лише за згоди сенату і що він згоден піти на деякі зміни і доповнення до проєкту. Окрім цього Цезар поставив сенат у положення підконтрольне суспільній думці і вперше ввів регулярну публікацію звітів з народних зборів та засідань сенату. Але Марк Порцій Катон провів цілий день у промовах і настільки затягнув засідання сенату, що воно так і не відбулося. Тріумвіри змінили тактику і виставили закон на розгляд народних зборів без обговорення в сенаті.

Розподіл провінцій між тріумвірами після наради в м. Лукка в 56 році до н. е.:
Гней Помпей Магн: Близька і Далека Іспанії.
Гай Юлій Цезарь: Цизальпійська Галлія, Нарбонська Галлія, Іллірик.
Марк Ліциній Красс: Сирія.
Інші провінції Римської республіки.

Однак ці міри не допомогли. Марк Кальпурній Бібул, який у минулому виступав проти законопроектів Помпея, і троє його поплічників відтягували день виборів, а згодом і зовсім оголосили, що всі дні цього року є feriae, а значить не підходять для скликання народних зборів. Цезар оголосив день голосування всупереч цим заборонам. Бібул, який із сенаторами вирішив протидіяти цьому, був побитий на Форумі, його консульські фасції зламані, а Авла Габінія Катона, який намагався говорити з трибуни, двічі виносили на руках. Помпей же привів своїх ветеранів та пояснив всю суть аграрного закону і те, що він приймається саме на їхню користь. Закон був прийнятий, а наступні спроби протистояти Цезарю і добитися senatus consultum були провалені. Окрім цього, Цезар зобов’язав сенаторів поклястися в тому, що вони буду дотримуватися прийнятих положень. Після цього були проведені вибори комісії двадцяти, куди ввійшли Помпей і Красс.
У квітні цього ж року був проведений другий аграрний закон, за яким землі, про які говорилося у першому законі, теж підпадали під розділ. Пріорітет надавався батькам сімей, у яких було три і більше дитини. Сенатори йому вже не протистояли як у випадку із першим законом, хоча Цицерон і писав про те, що, дізнавшись про нього, він не міг спокійно спати після обіду. Цезар посилив своє становище: Помпей і його ветерани були задоволені, а Цезар, за словами Аппіана, отримав таким чином 20 тисяч прихильників, оскільки у Римі було стільки ж сімей, які мали трьох дітей.

### Припинення опору сенату
Після цього опір сенату зменшився, а Бібул зачинився у свому домі і продовжив повідомляти про погані небесні знамення та сварити Цезаря у своїх едиктах. Згодом було прийнято й інші законопроєкти, які проходили безпосередньо через коміції, а не сенат. Один із них був проведений, безумовно, на користь Красса, він покращив становище публіканів, з яких знімалася третина відкупної суми. Завдяки цьому Цезар заручився підтримкою вже не тільки народу, а й вершників - більш надійної сили. Цезар виконав всі свої зобов’язання по відношенню до членів тріумвірату після того, як через народні збори був проведений ще один закон, який затверджував розпорядження Помпея на Сході.
Тепер ставало питання не тільки як зберегти вже завойоване положення, а й забезпечити політичну силу кожного із тріумвірату на майбутніх консульських виборах. Найлегше це було зробити за допомогою династичних шлюбів. Дочка Цезаря Юлія вийшла заміж за Помпея, хоча й була до цього заручена з Сервілієм Цепіоном. Сервілію ж обіцяли дочку Помпея, а сам Цезар одружився з Кальпурнією, дочкою Пізона.
 Завдяки цьому були намічені кандидатури для виборів: тесть Цезара Кальпурній Пізон і Авл Габіній — фаворит Помпея.
Цезар задовільнив усі вимоги колег і тепер міг розраховувати на їхню підтримку у новому законі Ватінія. За його проєктом, Цезару передавалась в управління Цизальпійська Галлія разом з Ілліриком. Термін управління встановлювався в 5 років, Цезару дозволявся набір трьох легіонів і назначення командирів за власним бажанням, без згоди сенату. Під тиском Помпея і Красса сенат надав Цезару в управління ще й Нарбонську Галлію з правом набору ще одного легіону.

### Побачення у Луккі та кінець тріумвірату
Весною 56р. до н.е. у місті Лукка відбулася зустріч тріумвірів. До фактичних правителів Риму приїхали й близько 200 сенаторів. На зустрічі було прийнято важливі рішення, які закріплювали владу тріумвірату. Повноваження Цезара в Галлії продовжувались ще на 5 років, і йому гарантувалося консульство. Помпей і Красс намічувалися консулами на 55р., після чого їм в управління віддавалися провінції: Помпею - Іспанія, Крассу - Сирія.
До кінця консулату Цезара тріумвіри покращили й закріпили своє становище, але суспільна думка щодо них змінилася. Поки “союз трьох” сприймався як опозиція сенату, який тримає всю владу, він використовував загальну до себе довіру, але, коли сам тріумвірат перетворився на фактично уряд, кредит довіри до нього суттєво знизився. Цьому сприяли і постійні едикти Бібула, памфлети Варрона. Цицерон пише про те, як Цезар був обсвистаний народом, а виступ Куріона проти тріумвірів народ зустрів рукоплесканням. Те ж відбулося із прихильником Цезара, Фуфієм Каленом. Характерним є й те, що, коли Бібул переніс своїм едиктом день консульських виборів, не допомогли ні виступи Помпея, ні намагання Цезара створити демонстрацію перед домом Бібула з вимогою відмінити едикт.
У такому положенні Помпей, який управляв Іспанією через своїх легатів і залишився один у Римі (Цезар вів воєнні дії в Галлії, а Красс вирушив у Сирію, де почалася Парфянська війна), став шукати опори у сенату, котрий знову набував міці.
Події весни 56р. у м. Лукка прискорили розпад тріумвірату. Цезар вів воєнні дії у Галлії та не міг ефективно контролювати події у Римі. Помпей же, залишившись один, починає загравати до сенату, який набирає силу, та народу, що вже не підтримує тріумвірат. А Парфянський похід, в якому загинув Красс, являє собою припинення дії першого тріумвірату та закладає початок громадянської війни.

## Зауваження
1. ↑  Четвертою яскравою постаттю був Марк Туллій Цицерон, який вмілою політикою підтримував хороші відносини і з оптиматами, і з популярами, завдяки чому мав великий вплив на сенат

### Статті
- Ronald T. Ridley. What's in the Name: the so-called First Triumvirate // Arctos: Acta Philological Fennica. — 1999. — Vol. 33. — P. 133–144.
- Коваль А. Перший тріумвірат: процес утворення та початковий етап діяльності // Проблеми гуманітарних наук. Серія «Історія».. — 2016. — Т. 38. — С. 166–179.

### Антична література
- Плутарх. Сравнительные жизнеописания. — 120. (рос.)

### Сучасні книжки
- Harriet I. Flower. Roman Republics. — 2011. Page 148